# Croton cupreus
Espèce
Classification APG II (2003)
Croton cupreus est une espèce de plantes à fleurs du genre Croton et de la famille des Euphorbiaceae, présente aux Philippines.